# Tito Belati (casa editrice)
La Casa editrice Tito Belati è una casa editrice musicale specializzata in pubblicazioni per banda.

## Storia
La casa editrice Tito Belati nacque a Foggia nel 1900, ad opera del maestro compositore Tito Belati che fu anche direttore della Banda Reggimentale del 35º fanteria del Regio Esercito Italiano di stanza a Foggia. Nel Giugno 1905 la sede centrale viene trasferita a Perugia iniziando una lunga tradizione umbra di composizione musicale oggi retta dal nipote Mario Belati ultimo discendente della famiglia e funzionario in pensione dell'amministrazione pubblica.
Il fondatore, Tito Belati, originario di San Martino in Colle, abbandonò ben presto la carriera militare per dedicarsi appieno alla direzione della sua casa editrice che fino al 1930 fu anche un noto stabilimento di strumenti musicali. Strumenti in gran parte a fiato, di buona fattura, venduti a prezzi accessibili, che ebbero una notevole diffusione nelle bande del territorio umbro e nazionale.
Il primissimo ufficio della casa editrice perugina fu in Borgo XX Giugno ma la sede storica è palazzo Calderini in piazza Vittorio Emanuele, oggi piazza Italia, dove nel 1909 vennero trasferiti gli uffici e l'annessa officina per la costruzione degli strumenti musicali
Negli anni settanta la sede centrale si trasferisce a Milano a seguito di un accordo commerciale con la Casa Editrice Vidale per poi tornare negli anni ottanta a Ponte San Giovanni (frazione di Perugia) in via Giuseppe Lunghi dove si trova ancora oggi.
L'innovazione che portò negli anni venti alla forte espansione della casa editrice fu lo sviluppo della stampa di “parti levate”, ovvero delle singole musiche che ogni strumentista mette sul leggio per suonare. Infatti prima di allora questi fogli venivano scritti a mano dai singoli maestri di banda che li copiavano a mano dalla partitura collettiva che era l'unica ad essere venduta dalle case editrici del tempo.
Nel 1911 il maestro Tito Belati cerca di fidelizzare la propria clientela e i propri fornitori con la creazione di un nuovo strumento di comunicazione: un giornale aziendale dal titolo L'Amico dei bandisti che venne stampato fino al 1915. Affermato anche a livello nazionale diventò un'importante palestra di dibattiti sulla situazione bandistica italiana. In molti casi la rivista proponeva concorsi di composizione riservando ai vincitori non solo la relativa pubblicazione, ma anche l'inserimento del titolo nel catalogo della casa editrice perugina.